# Eaton (Cheshire)
Pour les articles homonymes, voir Eaton.
Eaton est une ville d'Angleterre dans le Cheshire sur la Dee.
Les comtes de Grosvenor y possédaient le château dit Eaton Hall.

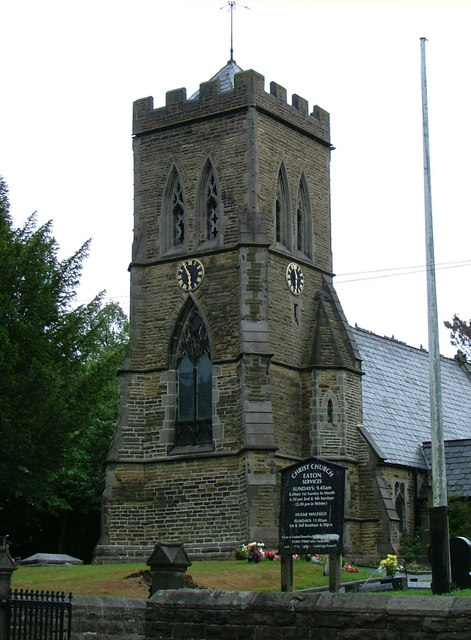
Christ Church

L'église d'Eaton, construite de 1856 à 1858 sous l'architecte Raffles Brown, est classée un monument historique du grade II.